# Buda en el ático
Buda en el ático es una novela de 2011 escrita por la autora estadounidense Julie Otsuka sobre novias japonesas que emigraron a Estados Unidos a principios del siglo XX.  Es la segunda novela de Otsuka. La obra fue publicada en Estados Unidos en agosto de 2011 por la editorial Knopf Publishing Group.
Buda en el ático fue nominada al Premio Nacional del Libro de Ficción (2011) y ganó el Premio Langum de Ficción Histórica Estadounidense (2011), el Premio PEN/Faulkner de Ficción (2012),  y el Premio Femina Étranger ( 2012). 

## Trama
No hay una trama en el sentido habitual de individuos específicos que pasan por eventos particulares. La novela está contada en primera persona del plural, desde el punto de vista de muchas niñas y mujeres, ninguna de las cuales está individualizada como un personaje continuo, pero todas se describen vívidamente en una oración o dos. El primer capítulo, "¡Ven, japonés!" describe un barco lleno de novias japonesas que llegan a California para casarse con hombres que nunca han conocido. El siguiente capítulo, "Primera Noche", trata sobre la consumación de sus matrimonios con sus nuevos maridos, la mayoría de los cuales no se parecen en nada a las descripciones que habían dado. El tercer capítulo, "Blancos", describe la vida de las mujeres en su nuevo país y su relación con sus jefes y vecinos estadounidenses. Algunas de las mujeres se convierten en trabajadoras migrantes que viven en chozas rurales, otras son trabajadoras domésticas que viven en las viviendas de servicio de casas suburbanas, y algunas establecen negocios y viviendas en el " Japantown " o "J-Town", zona de grandes ciudades. "Babies" habla sobre dar a luz y "Children" sobre la crianza de niños nacidos en Estados Unidos, que quieren hablar sólo inglés y se avergüenzan de sus padres inmigrantes, pero son discriminados por la mayoría de sus compañeros de clase, vecinos y comerciantes. "Traidores" describe el efecto del ataque a Pearl Harbor y la Segunda Guerra Mundial en las familias: los rumores y, cada vez más, la realidad de los hombres japoneses arrestados sin previo aviso, el miedo y, finalmente, la realidad de familias enteras que son enviadas a lugares desconocidos. "Last Day" cuenta la salida de los japoneses de sus hogares, trabajos y escuelas. El capítulo final, "Una desaparición", está contado desde el punto de vista de las familias estadounidenses blancas que quedaron atrás, quienes al principio extrañan a sus vecinos japoneses pero gradualmente se olvidan de ellos.

## Recepción
El New York Times compara el libro con "el arte japonés del sumi-e, pinceladas de tinta sobre hojas de papel de arroz, el juego de luces y sombras captura no sólo imágenes sino sensaciones, no sólo superficies sino la esencia de lo que yace". en el interior se valora la simplicidad de la línea, se desaconsejan los detalles superfluos... El estilo encantador de Otsuka acerca su prosa a la poesía. 
The Guardian dice: "Ésta es una pequeña joya de libro, sus planos están cortados con precisión para captar la luz, de modo que las frases brillen en la mente mucho después de pasar la última página. Con Buda en el ático, Julie Otsuka ha desarrollado una visión literaria". Estilo que es mitad poesía, mitad narración: frases cortas, descripción escasa, de modo que la corriente de emoción que recorre cada capítulo se vuelve más resonante gracias a su moderación". 
El Chicago Tribune dice: "Lea el libro de una sola vez y este coro de narradores hablará con una poesía que es a la vez sobria y apasionada, que seguramente perseguirá incluso a los más insensibles entre nosotros". 
La Washington Independent Review of Books dice: "Aunque Knopf, editor de Buda en el ático, clasifica el libro como una novela, se parece más a un emakimono bellamente representado, rollos horizontales pintados a mano que representan una serie de escenas que cuentan una historia. en momentos congelados." 

## Premios
- Langum Prize (2011)[2]
- Premio PEN/Faulkner de Ficción (2012)[3]
- Premio Femina Étranger 2012, Francia [9]